# Pièces de monnaie en livre australienne
 (avril 2024).

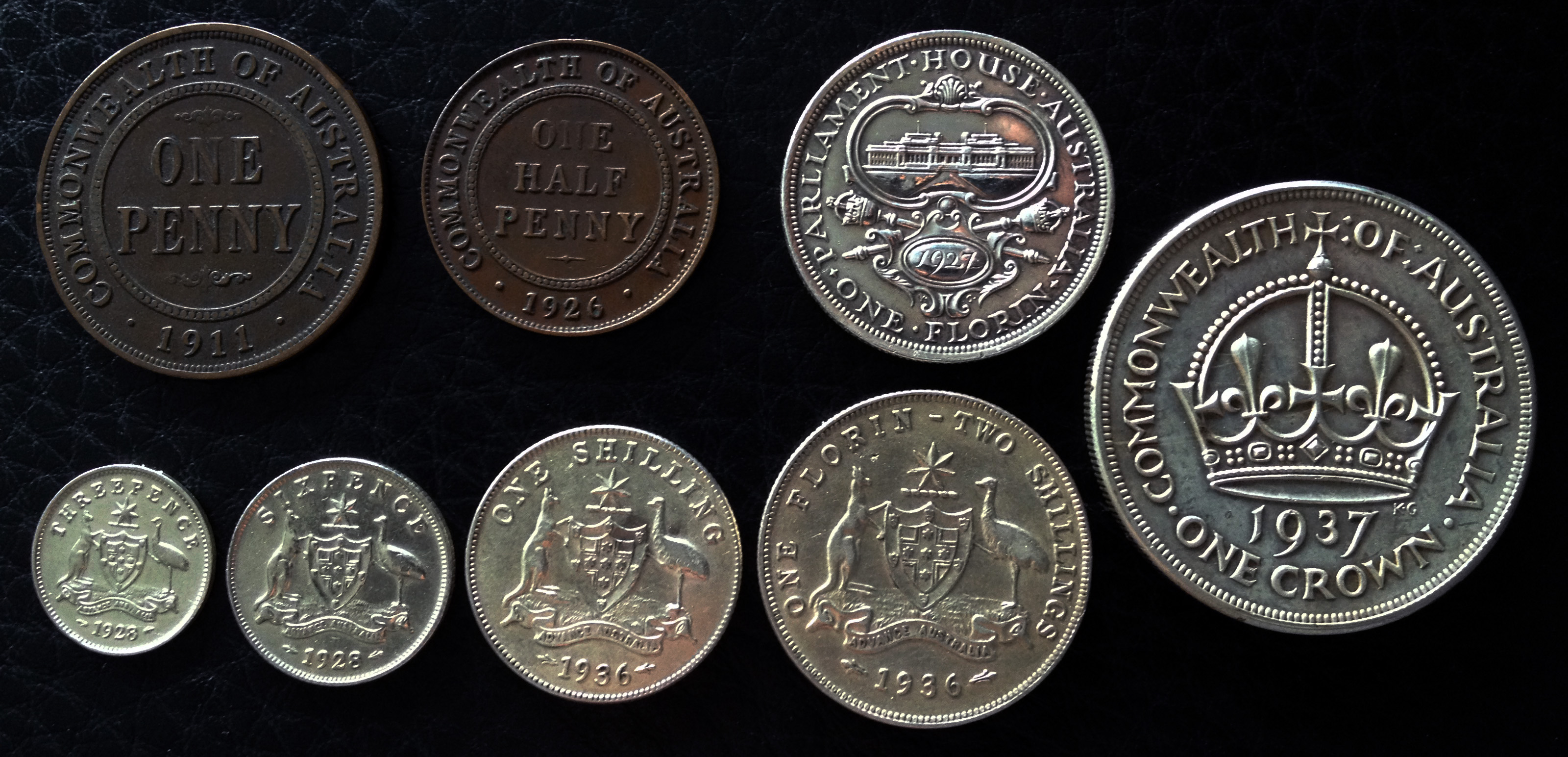
Premières pièces impériales australiennes : un demi-penny de 1926, un penny de 1911, trois pence de 1923, six pence de 1928, un shilling de 1936, un florin de 1936, un florin de 1927 et une couronne de 1937.

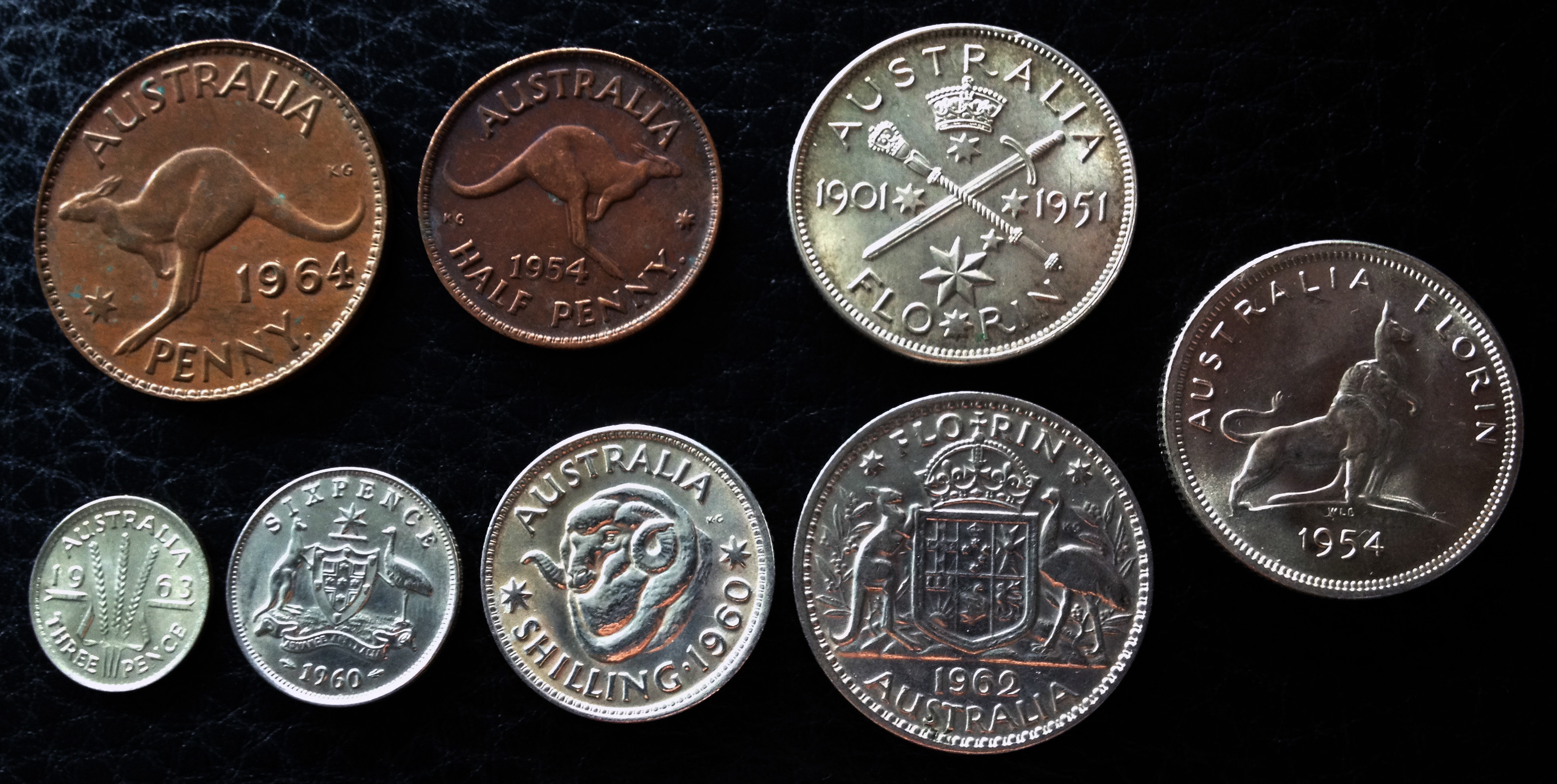
Pièces de la fin de l'Empire australien : un demi-penny de 1954, un penny de 1964, trois pence de 1963, six pence de 1960, un shilling de 1960, un florin de 1962, un florin de 1951 et un florin de 1954.

Les pièces australiennes sont apparues lorsque la Fédération d'Australie a donné le pouvoir constitutionnel au Commonwealth d'Australie de frapper sa propre monnaie en 1901. Le nouveau pouvoir a permis au Commonwealth d'émettre une monnaie légale plutôt qu'individuellement par l'intermédiaire des six anciennes colonies britanniques autonomes du Queensland, de la Nouvelle-Galles du Sud, de Victoria, de la Tasmanie, de l'Australie du Sud et de l'Australie occidentale.
Cependant, avec l'adoption d'un gouvernement fédéral en Australie, les pièces britanniques ont continué à être utilisées jusqu'en 1910, date à laquelle les premières pièces d'argent australiennes ont été introduites. Ces nouvelles pièces, qui comprenaient des florins, des shillings, des six pence et des trois pence, étaient toutes frappées d'un portrait du roi d'Angleterre Édouard VII. Un an plus tard, les centimes et demi-centimes australiens entrent en circulation. Contrairement à la Nouvelle-Zélande, il n'y a pas de demi-couronne. En 1931, la monnaie souveraine en or cesse d’être frappée en Australie. Les couronnes, soient des pièces de cinq shillings, sont frappées en 1937 et 1938.
La monnaie de la livre australienne a été remplacée par des pièces décimales du dollar australien le 14 février 1966. Le taux de conversion était de deux dollars australiens pour un livre anglais.

## Livre australienne
En 1898, le gouvernement britannique autorise deux colonies, la Nouvelle-Galles du Sud et Victoria, à frapper des pièces d'argent et de bronze dans leurs monnaies respectives à Sydney et à Melbourne.

### Avilissement
En 1946, en raison des coûts occasionnés par la Seconde Guerre mondiale, la teneur en argent des pièces fut réduite de 0,925 à 0,500 du poids de la pièce, jusqu'à la décimalisation le 14 février 1966. Une pièce très recherchée par les collectionneurs est le penny de 1930,.